# Eupithecia elbursiata
Eupithecia elbursiata là một loài bướm đêm trong họ Geometridae.